# Бапско Поље
Бапско Поље је насељено место града Краљева у Рашком округу. Према попису из 2022. било је 235 становника.

## Демографија
У насељу Бапско Поље живи 213 пунолетних становника, а просечна старост становништва износи 43,9 година (43,3 код мушкараца и 44,5 код жена). У насељу има 88 домаћинстава, а просечан број чланова по домаћинству је 2,95.
Ово насеље је великим делом насељено Србима (према попису из 2002. године), а у последња три пописа, примећен је пад у броју становника.
|  |

| Демографија | Демографија | Демографија |
| Година      | Становника  | Становника  |
| ----------- | ----------- | ----------- |
| 1948.       | 239         |             |
| 1953.       | 227         |             |
| 1961.       | 248         |             |
| 1971.       | 259         |             |
| 1981.       | 282         |             |
| 1991.       | 275         | 263         |
| 2002.       | 260         | 269         |

| Етнички састав према попису из 2002.‍ | Етнички састав према попису из 2002.‍ | Етнички састав према попису из 2002.‍ | Етнички састав према попису из 2002.‍ | Етнички састав према попису из 2002.‍ |
| ------------------------------------ | ------------------------------------ | ------------------------------------ | ------------------------------------ | ------------------------------------ |
|                                      |                                      |                                      |                                      |                                      |
| Срби                                 | Срби                                 |                                      | 259                                  | 99,61%                               |
| Руси                                 | Руси                                 |                                      | 1                                    | 0,38%                                |
| непознато                            | непознато                            |                                      | 0                                    | 0,0%                                 |

| Година пописа     | 1948. | 1953. | 1961. | 1971. | 1981. | 1991. | 2002. |
| ----------------- | ----- | ----- | ----- | ----- | ----- | ----- | ----- |
| Број домаћинстава | 47    | 49    | 61    | 73    | 85    | 81    | 88    |

| Број чланова      | 1  | 2  | 3  | 4  | 5 | 6 | 7 | 8 | 9 | 10 и више | Просек |
| ----------------- | -- | -- | -- | -- | - | - | - | - | - | --------- | ------ |
| Број домаћинстава | 18 | 27 | 13 | 14 | 7 | 6 | 2 | 1 | 0 | 0         | 2,95   |

| Пол    | Укупно | Неожењен/Неудата | Ожењен/Удата | Удовац/Удовица | Разведен/Разведена | Непознато |
| ------ | ------ | ---------------- | ------------ | -------------- | ------------------ | --------- |
| Мушки  | 111    | 33               | 70           | 5              | 3                  | 0         |
| Женски | 112    | 12               | 72           | 19             | 8                  | 1         |
| УКУПНО | 223    | 45               | 142          | 24             | 11                 | 1         |

| Пол    | Укупно                    | Пољопривреда, лов и шумарство | Рибарство                            | Вађење руде и камена | Прерађивачка индустрија       |
| ------ | ------------------------- | ----------------------------- | ------------------------------------ | -------------------- | ----------------------------- |
| Мушки  | 72                        | 34                            | 0                                    | 0                    | 20                            |
| Женски | 36                        | 23                            | 0                                    | 0                    | 4                             |
| УКУПНО | 108                       | 57                            | 0                                    | 0                    | 24                            |
| Пол    | Производња и снабдевање   | Грађевинарство                | Трговина                             | Хотели и ресторани   | Саобраћај, складиштење и везе |
| Мушки  | 0                         | 3                             | 2                                    | 0                    | 3                             |
| Женски | 0                         | 1                             | 2                                    | 0                    | 0                             |
| УКУПНО | 0                         | 4                             | 4                                    | 0                    | 3                             |
| Пол    | Финансијско посредовање   | Некретнине                    | Државна управа и одбрана             | Образовање           | Здравствени и социјални рад   |
| Мушки  | 3                         | 0                             | 7                                    | 0                    | 0                             |
| Женски | 0                         | 0                             | 1                                    | 0                    | 5                             |
| УКУПНО | 3                         | 0                             | 8                                    | 0                    | 5                             |
| Пол    | Остале услужне активности | Приватна домаћинства          | Екстериторијалне организације и тела | Непознато            | Непознато                     |
| Мушки  | 0                         | 0                             | 0                                    | 0                    | 0                             |
| Женски | 0                         | 0                             | 0                                    | 0                    | 0                             |
| УКУПНО | 0                         | 0                             | 0                                    | 0                    | 0                             |